# Парламентські вибори у Великій Британії 1950
Парламентські вибори у Великій Британії 1950 року — демократичні вибори, проведені 23 лютого 1950 року на яких перемогла правляча Лейбористська партія на чолі з Клементом Еттліref.
Однак перемога лейбористів була неміцною — їх відрив від консерваторів на чолі з Вінстоном Черчиллем зменшився з рекордних 196 місць (в 1945 році) до 33. Також вони мали незначну більшість всього п'ять місць. Це вплинуло на швидке проведення дострокових виборів 1951 року, на яких перемогли консерватори.

## Передвиборна агітація
Обидва лідери — Консервативна і Лейбористська партії вступили в кампанію позитивно. Під час перебування при владі лейбористи в рамках виконання передвиборних обіцянок провели широкомасштабну націоналізацію для забезпечення загальної зайнятості, а також створили національну систему охорони здоров'я. Консерватори, оговтавшись від своєї важкої поразки на виборах в 1945 році, взяли активну участь в націоналізації.
Ліберали по суті розглядали боротьбу між двома сторонами з цього питання, як класову боротьбу.
Ліберальна партія виставила 475 кандидатів, більш ніж на будь-яких виборах з 1929 року. Лідер лібералів Климент Девіс вважав, що партія була в невигідному положенні на виборах 1945 року, коли вони мали менше кандидатів, ніж потрібно, щоб сформувати уряд.
Однак труднощі, пов'язані з наслідками Другої світової війни для економіки Великої Британії, не дозволили лейбористам виконати свою програму без значного збільшення витрат (при цьому значну економічну допомогу Велика Британія отримувала за планом Маршалла). Невдала фінансова політика привела, зокрема, до вимушеної девальвації фунта стерлінгів майже на 30 % 18 вересня 1949 року. Нарешті, в 1948 році були змінені межі деяких виборчих округів, що дозволило зменшити число невеликих за чисельністю населення округів, які висувають своїх кандидатів до Палати громад.

## Особливості
У виборах від округу Дартфорд, де традиційно перемагали лейбористи, вперше у своїй політичній кар'єрі, взяла участь консерватор Маргарет Тетчер (тоді ще Робертс). Як наймолодший кандидат і єдина жінка-кандидат вона таки привернула до себе увагу преси.

## Результати виборів
|  |                                           |                    |            |      |       |         |
|  | Партія                                    | Лідер              | Голоси     | %    | Місць | Δ місць |
|  | Лейбористи                                | Клемент Еттлі      | 13 266 176 | 46,1 | 315   | ▼ 78    |
|  | Консерватори                              | Вінстон Черчілль   | 11 507 061 | 40,0 | 282   | ▲ 85    |
|  | Ліберали                                  | Клемент Девіс      | 2 621 487  | 9,1  | 9     | ▼ 3     |
|  | Національні ліберали                      | Джон Маклей        | 985 343    | 3,4  | 16    | ▲ 5     |
|  | Комуністи                                 | Харрі Поллітт      | 91 765     | 0,3  | 0     | ▼ 2     |
|  | Націоналістична партія Північної Ірландії | Джеймс Мак-Спарран | 65 211     | 0,2  | 2     | 0       |
|  | Ірландські лейбористи                     |                    | 52 715     | 0,2  | 0     | 0       |
|  | Незалежні лейбористи (кандидати)          |                    | 26 395     | 0,1  | 0     | 0       |
|  | Незалежні консерватори                    |                    | 24 732     | 0,1  | 0     | 0       |
|  | Шин Фейн                                  |                    | 23 362     | 0,1  | 0     | 0       |
|  | Партія Вельсу                             | Гвінвор Еванс      | 17 580     | 0,1  | 0     | 0       |
|  | Незалежні ліберали                        |                    | 15 066     | 0,1  | 1     | ▼ 1     |
|  | Шотландська національна партія            | Роберт Макінтайр   | 9 708      | 0,0  | 0     | 0       |
|  | Незалежні лейбористи (партія)             |                    | 4 112      | 0,0  | 0     | ▼ 3     |
|  | Незалежні (національні)                   |                    | 1 380      | 0,0  | 0     | ▼ 2     |

Всього проголосувало 28 771 124 виборців.
| 315        | 282          | 9        | 16                   | 2                                     | 1                  |
| Лейбористи | Консерватори | Ліберали | Національні ліберали | Національна партія Північної Ірландії | Незалежні ліберали |